# Ocean Avenue
Ocean Avenue – album grupy Yellowcard, nagrany w wytwórni Capitol Records, wydany 22 lipca 2003 roku. W ciągu pierwszego tygodnia sprzedaży w Stanach Zjednoczonych uplasował się na 61 miejscu z wynikiem 11 tysięcy kupionych płyt, w sumie album rozszedł się w ilości około 2,5 milionów kopii.

## Lista utworów
1. "Way Away" – 3:22
2. "Breathing" – 3:38
3. "Ocean Avenue" – 3:19
4. "Empty Apartment" – 3:36
5. "Life of a Salesman" – 3:18
6. "Only One" – 4:16
7. "Miles Apart" – 3:32
8. "Twenty Three" – 3:27
9. "View from Heaven" – 3:10
10. "Inside Out" – 3:40
11. "Believe" – 4:31
12. "One Year, Six Months" – 3:05
13. "Back Home" – 3:57